# 踏み絵
- 踏み絵
- 踏絵

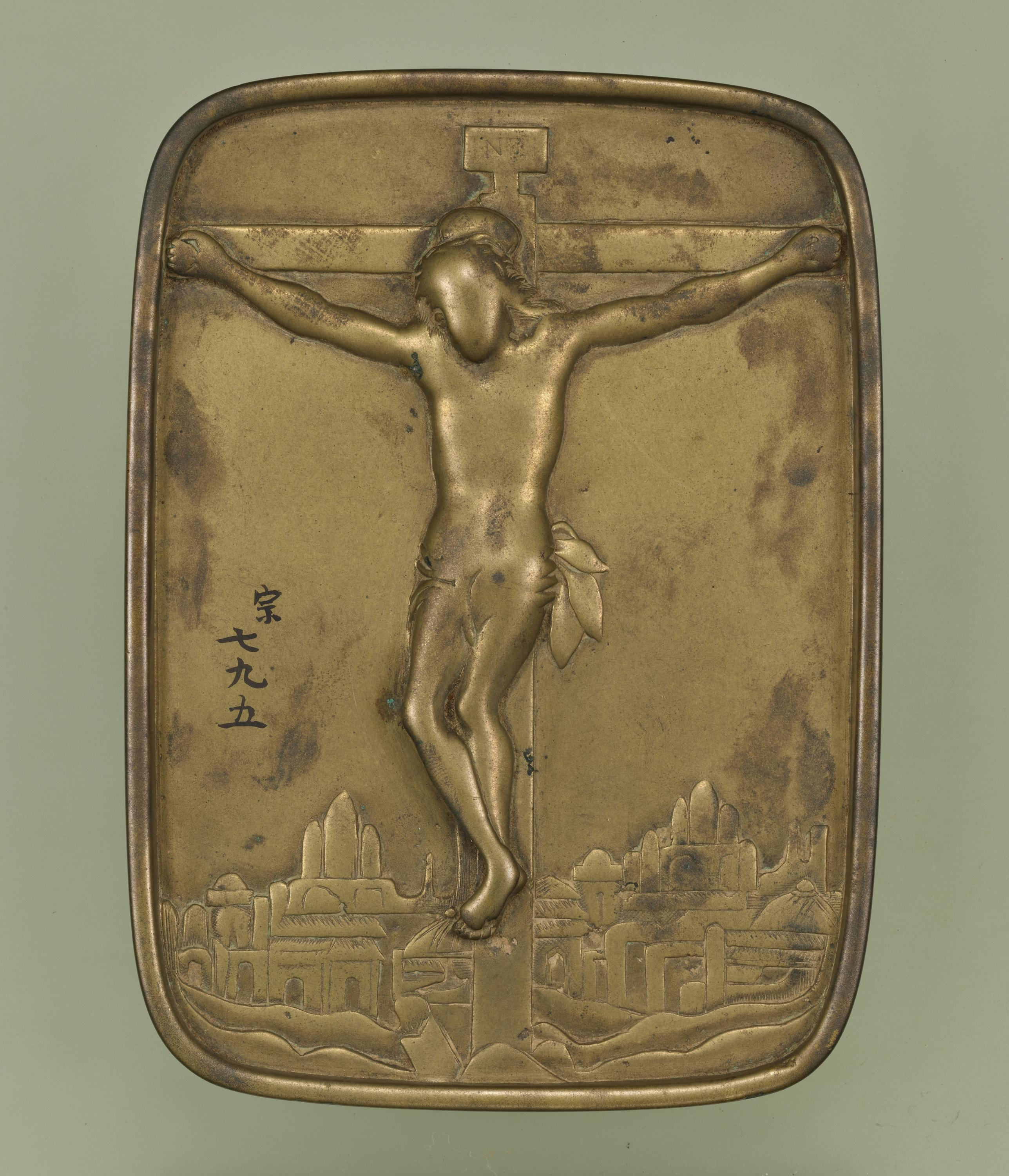
踏絵（東京国立博物館所蔵）

踏み絵（踏絵、蹈繪、ふみえ）とは、江戸幕府が禁教していたキリスト教（カトリック教会）の信徒（キリシタン）を発見するために使用した絵である。本来、発見の手法自体は絵踏、絵踏み（えぶみ、えふみ）と呼ばれ区別されるが、手法そのものを踏み絵と混同されることもある。

## 経緯
江戸幕府は、1612年（慶長17年）徳川家康によるキリシタン禁令（禁教令）、1619年（元和5年）徳川秀忠によるキリシタン禁令の高札設置などの度重なるキリスト教の禁止を経て、1629年（寛永6年）に絵踏を導入した。以来、年に数度「キリシタン狩り」のために前述したキリストや聖母が彫られた板などを踏ませ、それを拒んだ場合は「キリスト教徒」として逮捕、処罰した。踏み絵の発案は、オランダ人説、元宣教師でキリシタン弾圧に協力した沢野忠庵ことクリストヴァン・フェレイラ説、長崎奉行説など様々である。
長崎で始まった絵踏みは、福岡藩や薩摩藩など一部を除く九州の藩で実施された。だが、初期の段階ではキリシタンの発見に効果があった絵踏みも、次第に「内面でキリスト教を信仰さえすればよい」という考えが広まって、後期には必ずしも効果は上がらず形骸化した。1660年代（寛文年間）には、対象がキリシタンの疑いがある者から全ての領民に拡大され、領民支配の一方法として確立された。また、九州以外でも、密入国者やキリシタンの疑いがあるものに対して、随時絵踏みが実施された。
18世紀中頃には長崎の正月行事の一つとなり、長崎奉行所では毎年正月（旧正月）に、町順に絵踏みを行うことが正月行事の1つであった。このことから、「絵踏」は春の季語とされている。

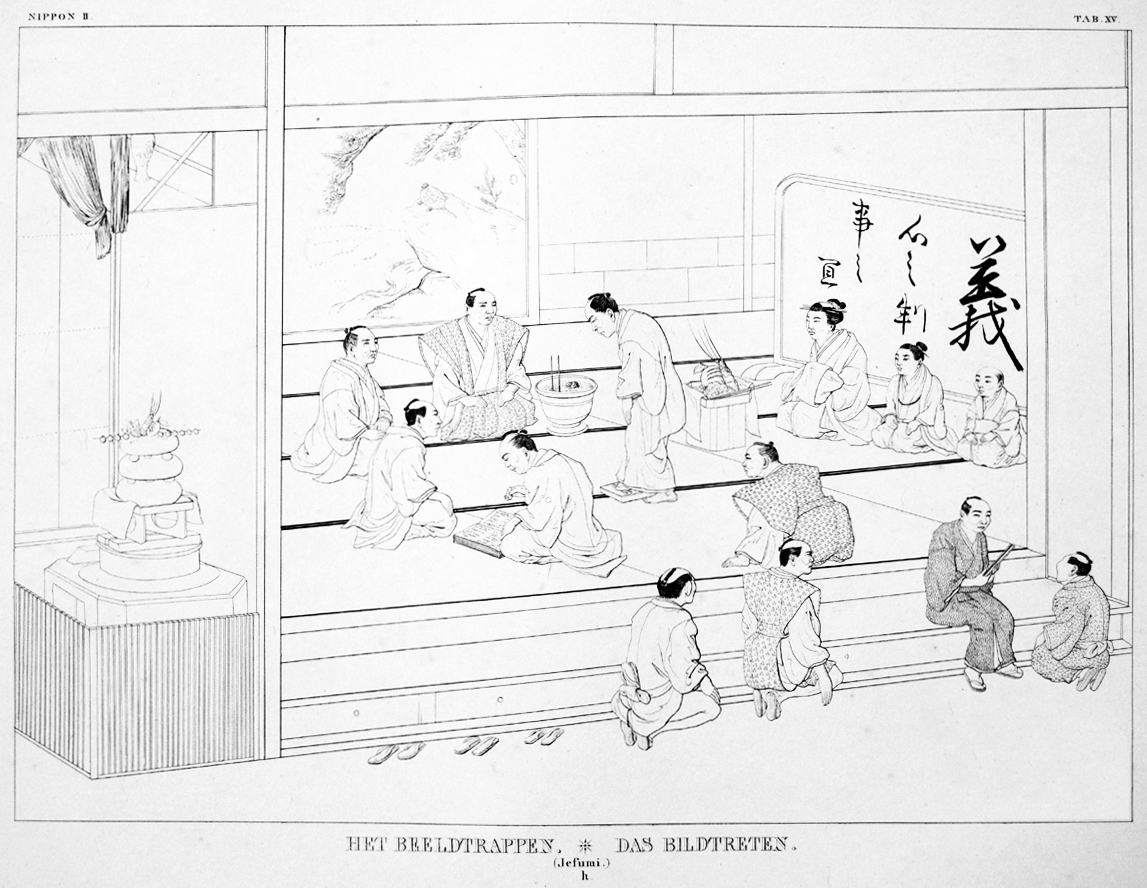
『日本』に収録された踏み絵を踏む様子

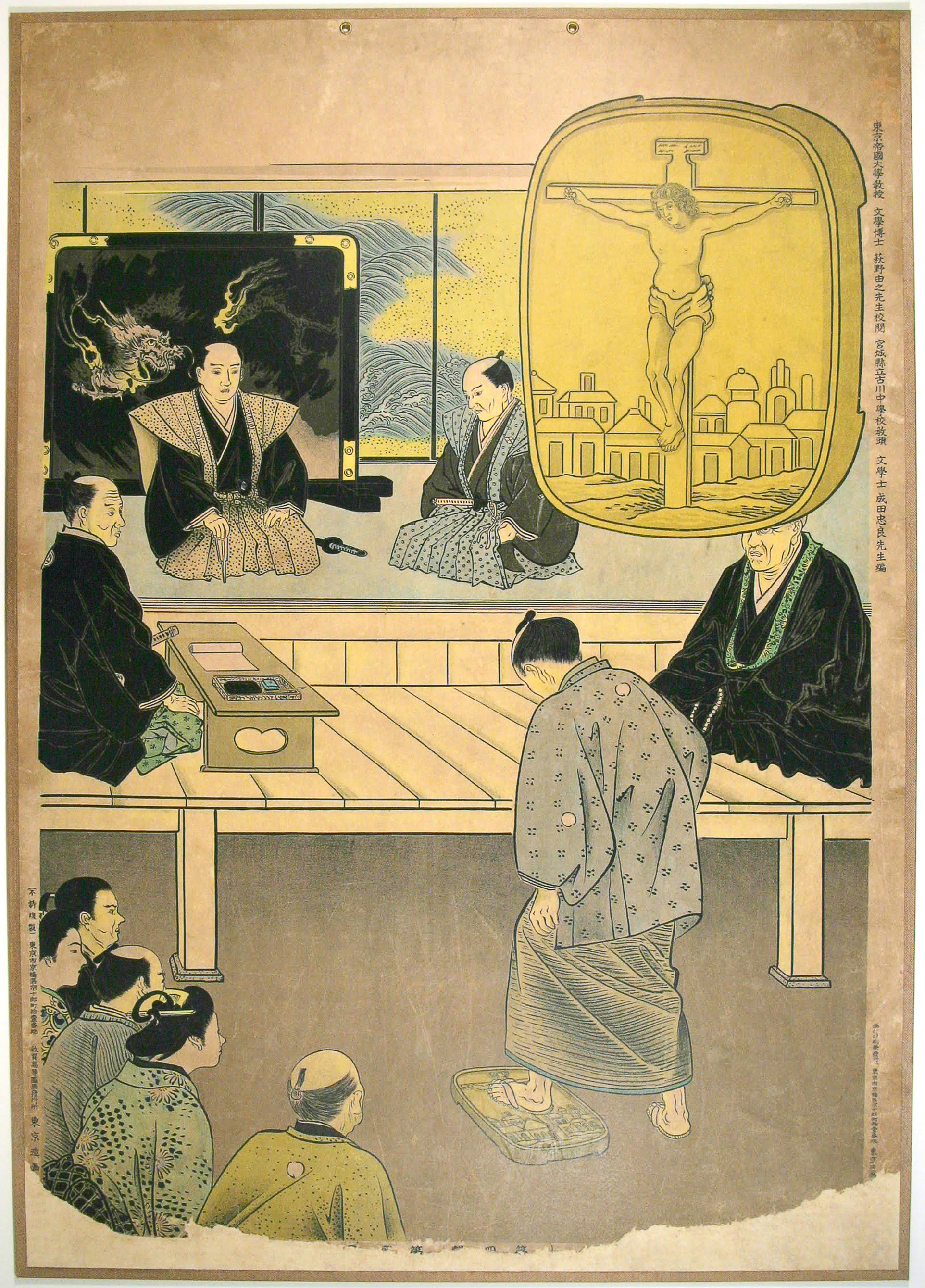
踏み絵

踏み絵と絵踏みの制度は日本国外にも紹介されるようになった。ベトナム阮朝の張登桂が1828年（明命9年）に著した『日本聞見録』という小録の中に、長崎の役所でベトナム人が四角の銅器の上に人形を陽刻したものを踏ませられたことが記されており、その理由を知らず、不思議がると、長官が、「昔、西洋人が宗教のため、乱を起こしたので、橋や道路に西洋教主の形状を刻したものを置き、同国人に踏ませ、西洋人が来ないようにしたのだ」と説明したとされる。日本に滞在したことがあるドイツの博物学者であるフィリップ・フランツ・フォン・シーボルトは、著書『日本』（1832年-1882年）には、踏み絵を踏む様子が挿絵で示した。フィクションでは『ガリヴァー旅行記』に踏み絵に関する記述があるが、これはガリヴァーが日本に上陸した1709年5月21日のこととされている。
1856年4月13日（安政3年3月9日）、長崎・下田などの開港地で絵踏みが廃止され、1858年（安政4年）の日米修好通商条約（条約第8条第2項）締結により廃止された。ただし、長崎以外では絵踏みの制度が続いたことが踏絵帳の存在から知られている。また、キリスト教に対する宗教弾圧自体は明治維新後もしばらく続き、明治政府は1868年（慶応4年）3月15日に出した禁令の高札（五榜の掲示）の中で、キリスト教の禁止を明言した。しかし、1873年（明治6年）に高札を撤去したことで、日本におけるキリスト教禁教は終わりを迎えた。

## 構造
当初、踏み絵にはキリシタンから没収した文字通り紙にイエス・キリストや聖母マリアが描かれたものを利用し、長崎や熊本藩で行われた。しかし損傷が激しいため、没収したメダイを木にはめ込んだ板踏絵が作られた。1669年（寛文9年）には、制度が九州各地に拡大したのに伴い、長崎奉行所が萩原祐佐に命じ、版画の原理を応用し金属の板に彫られた真鍮踏絵が作られた。これらの踏み絵は長崎奉行所が保管し、九州各藩に貸し出すことで、キリシタンを取締る権限を独占した。長崎奉行所の踏み絵は明治政府の所有物となり、現在は東京国立博物館が収蔵しており、重要文化財に指定されている。また、九州国立博物館や長崎歴史文化博物館に貸し出され、常設展示されている。
絵踏みが廃止されると、そのまま廃棄されたり再利用されたりしたため、現存するものは少なく、表面が磨滅した形で現存しているものも多い。そのため、日本各地に踏み絵と称する美術品があるが、キリシタン探索に用いられたという確実な証拠が無い限り、踏み絵かどうかは疑わしい。さらに近代以降、外国人を対象にした土産物や大正時代のキリシタン（南蛮）ブームで、新たな踏み絵が製作されたことも明らかになっている。

## 偶像崇拝禁止の教義との矛盾
キリスト教では偶像崇拝が禁止されており、金の子牛の逸話をはじめとして、聖書内でも偶像崇拝は「悪しきこと」として度々言及されている。それらに則れば、踏み絵を踏むことに何の問題もないどころか、むしろ積極的に踏むべきなのではないかという疑問が呈される。

社会学者の小室直樹は自著「日本人のための宗教原論」の118ページにおいて以下のように言及している。
日本人の「キリシタン・バテレン」は壮烈きわまりない殉教で世界の人々を感嘆させたが、キリスト教の教義の理解が十分であったならば、容易に、隠したままで押し通せたはずだ。

踏み絵に使う板なぞ、何が画いてあろうとも被造物にすぎない。いや、偶像（それが何の偶像であっても）崇拝は厳禁されているではないか。心の中では、私は偶像崇拝は拒否しますと念じながら、踏み絵の板をエイヤと踏みにじっても何ら信仰に陰りはない、それどころか、偶像崇拝禁止の教義にかなっているとさえいえるのである。

## 比喩として
また上記から転じた比喩表現として、ある事柄への該当者や反対者を燻り出すために用いる道具やその手法を「踏み絵」と呼ぶ。阿部知二の『アルト・ハイデルベルヒ』（1955年）には、「学生に踏絵を強いたのも」という一節が登場する。
1982年（昭和57年）11月に名古屋市立味鋺小学校で、読売ジャイアンツ（巨人）のファンである教師が中日ドラゴンズのファンである児童たちを名乗らせた上で、「殴るぞ」などと言われても最後まで意思を曲げなかった児童たちを殴打するという事件を起こした際には、その手法が一種の「踏み絵」であると報じられた。

## フィクションにおける描写

### 小説
『沈黙』
主人公ロドリコが、長崎奉行所で踏み絵を受け入れ、踏む葛藤を描く。
『ガリヴァー旅行記』
日本を訪れた主人公ガリヴァーが、踏み絵を拒否する場面がある。踏み絵を踏むオランダ人との対比から、商売のためなら信仰を軽視する商人を風刺する内容となっている。
『カンディード』
作中、地震に遭遇した主人公の前で邪悪な行為を行う水夫が普遍理性に背いていると咎められ、「4回日本に行って4回踏み絵を踏んできた」と開き直る場面がある。
『二つの祖国』
真珠湾攻撃直後、アメリカ合衆国の機関に拘束された日系人が床に置かれた昭和天皇の写真を踏むよう迫られた。

### 映画
『将軍 SHŌGUN』
イギリス人たちが馬鹿馬鹿しいと笑いながら、踏み絵をする場面がある。

### 漫画
『キン肉マン』
アメリカ遠征編で敵の組織に捕まったキン肉マンが、そうでないという証明にキン肉大王の写真を踏みつけさせた。